# Liste von Kraftwerken in Deutschland
Diese Liste umfasst Listen bestehender konventioneller, regenerativer und nuklearer Kraftwerke in Deutschland. Für frühere Kraftwerke siehe die Liste stillgelegter Kraftwerke in Deutschland.

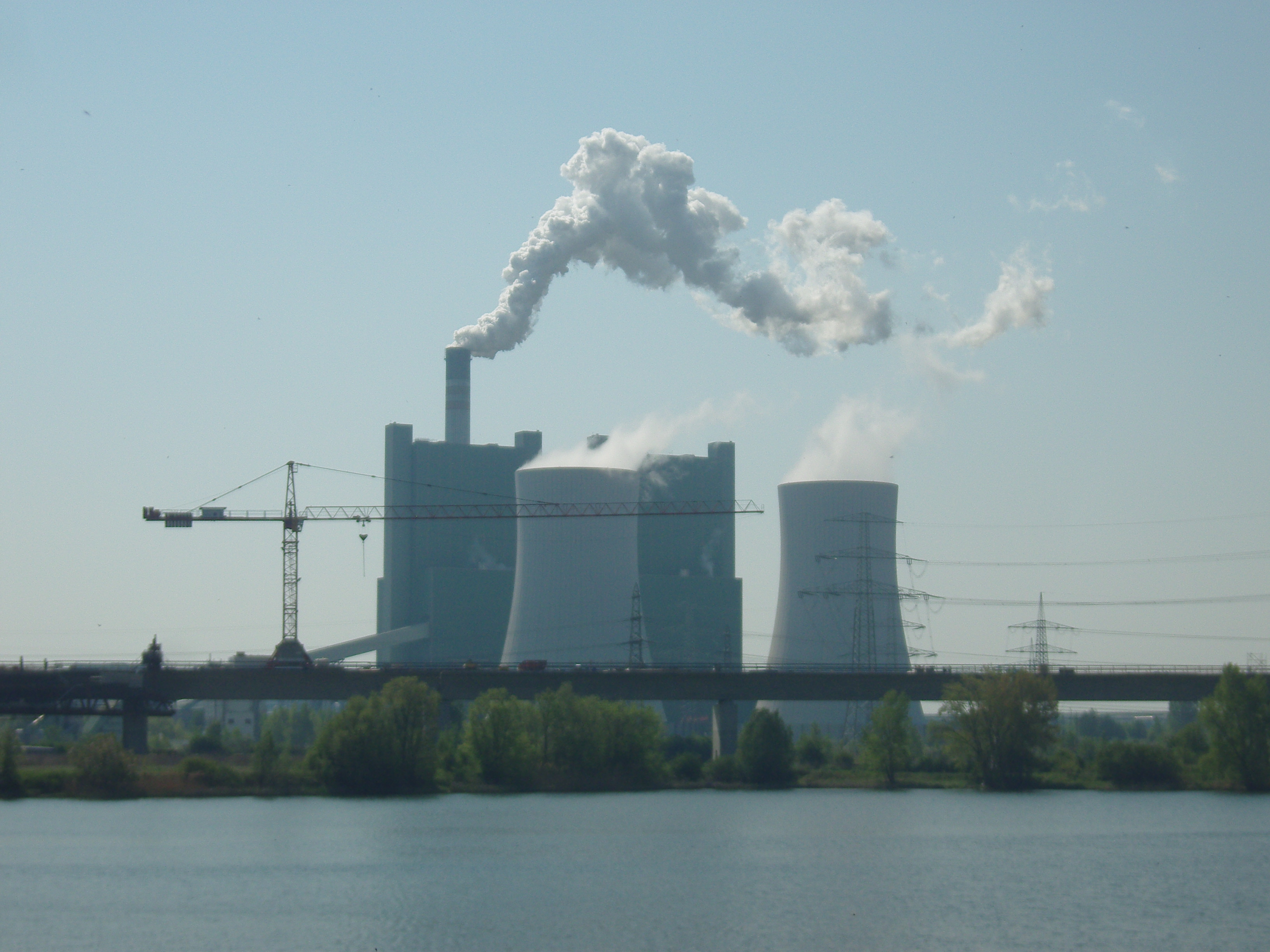
Kraftwerk in Schkopau

## Speicherkraftwerke
- Liste von Pumpspeicherkraftwerken#Deutschland
- Liste von Batteriespeicherkraftwerken

## Windenergieanlagen
Ende 2023 waren für Deutschland Windkraftanlagen (WKA) mit einer installierten Leistung von 69.675 MW in Betrieb. Frühere Leistungen waren 2012: 30.989 MW, 2013: 33.730 MW, 2016: 50.019 MW, 2017: 50.779 MW, 2018: 53.180 MW, 2019: 61.357 MW, 2020: 62.627 MW, 2021: 63.843 MW und 2022: 66.322 MW. 2023 wurden 31 % des deutschen Strombedarfs aus Windenergie erhalten. Das war – nach Dänemark mit 56 % und Irland mit 36 % der drittbeste Wert in Europa. 2019 waren es 26 % gewesen, vierthöchster Wert in Europa, 2020 waren es 27 % gewesen, dritthöchster Wert in Europa, 2021 23 % und 2022 26 %.
Onshore
2023 betrug die Gesamtleistung der Windkraftwerke an Land 61.139 MW (2019: 53.912 MW, 2020: 54.938 MW, 2021: 56.130 MW und 2022: 58.267 MW).
- Liste der größten deutschen Onshore-Windparks

Windkraftanlagen und Windparks sind nach Bundesländern geordnet in folgenden Listen zu finden:
- Baden-Württemberg
- Bayern
- Berlin und Brandenburg
- Bremen, Hamburg und Niedersachsen
- Hessen
- Mecklenburg-Vorpommern
- Nordrhein-Westfalen
- Rheinland-Pfalz
- Saarland
- Sachsen
- Sachsen-Anhalt
- Schleswig-Holstein
- Thüringen

Offshore
2023 war die Gesamtleistung der Offshore-Windkraftwerke bei 8.536 MW (2019: 7.445 MW, 2020: 7.689 MW, 2021: 7.713 MW, 2022: 8.055 MW).
- Liste der deutschen Offshore-Windparks